# Gens Ancharia
La gens Ancharia, in italiano Ancaria, era una gens plebea romana presente tra il I secolo a.C. e il II secolo d.C..

## Tria nomina

### Praenomina
I praenomina utilizzati dalla gens furono Quintus e Publius.

### Cognomina
Gli unici cognomina utilizzati dalla gens furono Priscus, cognomen comune, e Soter utilizzato però soltanto da una liberta della gens come cognomen personale.

## Membri della gens
- Quinto Ancario: vissuto nel I secolo a.C., fu un senatore di rango pretorio ucciso da Gaio Mario al suo ritorno a Roma dall'Africa nell'87 a.C.;
- Ancaria: vissuta nel I secolo a.C., fu la prima moglie di Gaio Ottavio, padre dell'imperatore Augusto;
- Quinto Ancario: vissuto nel I secolo a.C., fu tribuno della plebe nel 59 a.C. e pretore nel 56 a.C., ricevette la provincia di Macedonia l'anno successivo. Durante il suo tribunato si distinse per la sua risoluta opposizione ai faziosi provvedimenti del collega Vatinio;
- Ancario Prisco: vissuto nel I secolo d.C., fu perseguitato da Cesio Cordo, proconsole di Creta, per tradimento ed estorsione nel 21;
- Publia Ancaria Sotere: vissuta nel II secolo d.C., fu una liberta in Bitinia, Gaio Plinio Cecilio Secondo chiese all'imperatore Traiano di concederle il Ius Quiritium, rendendola in tal modo una cittadina romana.